# Nabhachara Chamrassri
Nabhachara Chamrassri (tiếng Thái: นภาจรจำรัสศรี; RTGS: Naphachonchamratsi. 5 tháng 5 năm 1884 - 31 tháng 8 năm 1889), là công chúa của nước Xiêm La (sau này tên là Thái Lan). Bà là một thành viên của hoàng gia Xiêm La, là con gái của Chulalongkorn.
Mẹ của bà là Saisavali Bhiromya, con gái của Hoàng tử Ladavalya, hoàng tử Bhumindra Bhakdi và Lady Chin. Bà được cha của mình đặt tên là Nabhachara Chamrassri Bhadravadi Rajadhida (tiếng Thái: นภาจรจำรัสศรี ภัทราวดีราชธิดา) RTGS: Naphachonchamratsi Pattharawadiratchathida)
Nabhachara Chamrassri có 3 anh chị em ruột; Một anh trai và hai em gái:
- Prince Yugala Dighambara, the Prince of Lopburi (ngày 17 tháng 3 năm 1883 – ngày 8 tháng 4 năm 1932)
- Princess Malini Nobhadara, the Princess of Srisatchanalai (ngày 31 tháng 7 năm 1885 – ngày 22 tháng 12 năm 1924)
- Princess Nibha Nobhadol, the Princess of Uthong (ngày 4 tháng 12 năm 1886 – ngày 29 tháng 1 năm 1935)

Công chúa Nabhachara Chamrassri chết khi chỉ mới 5 tuổi, 3 tháng, 26 ngày.

## Tổ tiên
| Công chúa Nabhachara Chamrassri | Cha: Chulalongkorn, Vua Rama V của Xiêm                                       | Paternal Grandfather: Mongkut, King Rama IV of Siam                | Paternal Great-grandfather: Buddha Loetla Nabhalai, King Rama II of Siam |
| Công chúa Nabhachara Chamrassri | Cha: Chulalongkorn, Vua Rama V của Xiêm                                       | Paternal Grandfather: Mongkut, King Rama IV of Siam                | Paternal Great-grandmother: Queen Sri Suriyendra                         |
| Công chúa Nabhachara Chamrassri | Cha: Chulalongkorn, Vua Rama V của Xiêm                                       | Paternal Grandmother: Queen Debsirindra                            | Paternal Great-grandfather: Prince Sirivongse, the Prince Matayabidaksa  |
| Công chúa Nabhachara Chamrassri | Cha: Chulalongkorn, Vua Rama V của Xiêm                                       | Paternal Grandmother: Queen Debsirindra                            | Paternal Great-grandmother: Mom Noi Sirivongs na Ayudhya                 |
| Công chúa Nabhachara Chamrassri | Mẹ: Công chúa Saisavalibhirom, công chúa Suddhasininat Piyamaharaj Padivarada | Maternal Grandfather: Prince Ladavalya, the Prince Bhumindrabhakdi | Maternal Great-grandfather: Nangklao, King Rama III of Siam              |
| Công chúa Nabhachara Chamrassri | Mẹ: Công chúa Saisavalibhirom, công chúa Suddhasininat Piyamaharaj Padivarada | Maternal Grandfather: Prince Ladavalya, the Prince Bhumindrabhakdi | Maternal Great-grandmother: Chao Chom Manda Emnoi                        |
| Công chúa Nabhachara Chamrassri | Mẹ: Công chúa Saisavalibhirom, công chúa Suddhasininat Piyamaharaj Padivarada | Maternal Grandmother: Mom Chin Ladavalya na Ayudhya                | Maternal Great-grandfother: unknown                                      |
| Công chúa Nabhachara Chamrassri | Mẹ: Công chúa Saisavalibhirom, công chúa Suddhasininat Piyamaharaj Padivarada | Maternal Grandmother: Mom Chin Ladavalya na Ayudhya                | Maternal Great-grandmother: unknown                                      |

## Reference
- ราชสกุลวงศ์, หน้า 95
- จดหมายเหตุพระราชกิจรายวัน ในพระบาทสมเด็จพระจุลจอมเกล้าเจ้าอยู่หัว ภาค 17. พระนคร: อักษรนิติ, 2481, หน้า 108
- ราชกิจจานุเบกษา, ประกาศเลื่อนพระนามพระอัครชายาเธอและสมเด็จพระเจ้าลูกเธอ พระเจ้าลูกเธอ เจ้าฟ้า, เล่ม 5, ตอน 8, 25 มิถุนายน 2431, หน้า 62
- ราชกิจจานุเบกษา, ข่าวสิ้นพระชนม์พระเจ้าลูกเธอเจ้าฟ้า, เล่ม 6, ตอน 22, 1 กันยายน ร.ศ. 108, หน้า 194
- ราชกิจจานุเบกษา, การพระเมรุท้องสนามหลวง, เล่ม 6, ตอน 45, 9 กุมภาพันธ์ ร.ศ. 108, หน้า 4-7